# Gerard Maguire
Gerard Maguire, född 25 september 1945, är en australisk skådespelare. Han är mest känd i rollen som fångvaktaren Jim Fletcher i TV-serien Kvinnofängelset.